# Lonette McKee
Lonette McKee (Detroit (Michigan), 22 juli 1954) is een Amerikaanse actrice, zangeres, songwriter, muziekproducente, filmproducente, scenarioschrijfster en filmregisseuse.

## Biografie
McKee begon haar carrière in de muziek, op zevenjarige leeftijd begon zij met het schrijven van liedjes, zingen en het bespelen van een keyboard. Op veertienjarige leeftijd nam zij haar eerste album met pop en R&B muziek wat een hit werd in haar regio.
McKee heeft in 2010 als filmproducente, scenarioschrijfster en filmregisseuse de film Dream Street gemaakt.

## Filmografie

### Films
- 2015 Against the Jab - als moeder van Dj Mike
- 2012 LUV – als oma
- 2011 Honey 2 – als Connie
- 2011 This Narrow Place – als mrs. Shaw
- 2006 ATL – als Priscilla Garnett
- 2004 She Hate Me – als Lottie Armstrong
- 2003 Honey – als mrs. Daniels
- 2001 For Love of Olivia – als Olivia Stewart
- 2001 Lift – als Elaine
- 2000 Men of Honor – als Elia Brashear
- 2000 Fast Food Fast Women – als Sherry-Lynn
- 1999 Having Our Say: The Delany Sisters' First 100 Years – als mama Delany
- 1998 He Got Game – als Martha Shuttlesworth
- 1998 Blind Faith – als Carol Williams
- 1997 To Dance with Olivia – als Olivia Stewart
- 1992 Malcolm X – als Louise Little
- 1991 Jungle Fever – als Drew
- 1990 Dangerous Passion – als Meg
- 1989 The Women of Brewster Place – als Lorraine
- 1987 Gardens of State – als Betty Rae
- 1986 'Round Midnight – als Darcey Leigh
- 1985 Brewster's Millions – als Angela Drake
- 1984 The Cotton Club – als Lila Rose Oliver
- 1979 Cuba – als Therese Mederos
- 1977 Which Way Is Up? – als Vanetta
- 1976 Sparkle – als zuster

### Televisieseries
Uitgezonderd eenmalige gastrollen.
- 2007 - 2014 The Game - als Maria Pitts - 3 afl.
- 1999 – 2003 Third Watch – als Maggie Davis – 10 afl.
- 1993 Queen – als Alice – miniserie
- 1989 Amen – als Tanya DuBois – 2 afl.

- Bibliothèque nationale de France: cb13999951j (data)
- Gemeinsame Normdatei: 134807286
- International Standard Name Identifier: 0000 0000 5515 8391
- Library of Congress Control Number: n96014698
- MusicBrainz: b423b47f-90a1-48ca-a402-11ed2c5d7df2
- Nationale Bibliotheek van Israël: 987007352168305171
- SNAC: w60130kx
- Système universitaire de documentation: 132438291
- Virtual International Authority File: 10044327
- WorldCat: E39PBJgMvcJxBXXYKytPf9Dwmd